# ゴッドファーザー PART II
『ゴッドファーザー PART II』（ゴッドファーザー パート ツー、原題: The Godfather Part II ）は、1974年に公開されたアメリカ映画。監督はフランシス・フォード・コッポラ。
1972年に公開された『ゴッドファーザー』の続編であり、三部作「ゴッドファーザー・シリーズ」の第2弾。

## 概要
観客と批評家の両面から大絶賛を受けた前作の続編として、監督のコッポラはじめ、原作者で脚本担当のマリオ・プーゾ、音楽担当のニーノ・ロータ、撮影監督のゴードン・ウィリス、美術監督のディーン・タヴォウラリスら主要な製作スタッフが続投し、新旧様々なキャストを迎えて、前作からわずか2年後に製作された。前作で得た評判と大幅に増額した製作費のバックアップを受けて、規模と構造の両方ではるかに野心的なアプローチが採用され、一大叙事詩の第2章として、前作よりも豪華で贅沢な、そしてより壮大なスケールが与えられている。
本作のプロットは、原作となったプーゾの小説の中から、前作では描けなかった父ヴィトー・コルレオーネの青年時代と、本作のためにコッポラとプーゾによって新たに書き下ろされた、息子マイケル・コルレオーネのその後という二つの異なった時代の物語を平行させながら描く。そのため物語の時系列は、前作の後日譚であると共に前日譚に相当する。
1974年12月12日に全米で公開され、前作を上回ることはできなかったものの興行的に成功を収めた。批評家たちからも高い評価を受け、同年度のアカデミー賞では作品賞を含む9部門でノミネートされ、そのうち作品賞・監督賞・助演男優賞・脚色賞・作曲賞・美術賞を受賞した。アカデミー作品賞を受賞した映画の続編が再び作品賞を受賞したのは、現在に至るまでアカデミー賞史上唯一の快挙である。1993年には、前作に続きアメリカ国立フィルム登録簿の保管作品に選ばれた。
この映画は初期ダイ・トランスファー方式のテクニカラーで撮影された最後のアメリカ映画でもある。

## あらすじ
この映画では、二つの物語が同時進行で語られる。一つ目の物語の舞台は1958年から1959年で（一部に1941年の回想）、前作『ゴッドファーザー』に続くマイケル・コルレオーネの姿が描かれる。もう一方の物語は1901年から1925年までの、マイケルの父ヴィトー・コルレオーネの在りし日の姿を描く。幼い頃にニューヨークに渡りコルレオーネ・ファミリーを築いていくヴィトーの物語が、現在のファミリーを守るために戦うマイケルの物語と交錯（クロスカッティング）する。

### マイケルのパート
1958年。父ヴィトーの跡目を継ぎ、ニューヨーク五大ファミリーのドンたちの暗殺によって裏社会での強力な権力を得たマイケル・コルレオーネは、ネバダ州に本拠を移していた。タホ湖の湖岸にある邸宅では、息子アンソニーの初聖体式を祝う盛大なパーティーが開かれており、組織の古参幹部ピーター・クレメンザ亡き後に、彼のニューヨーク（NY）の縄張りを継承したフランク・ペンタンジェリも来ている。フランクはNYの縄張りを巡って同じくクレメンザからその一部を譲り受けたと主張するロサト兄弟と対立しており、その解決をマイケルに頼む。しかし、ロサト兄弟の後見にはユダヤ系マフィアの大物でヴィトーの盟友であったハイマン・ロスがおり、事を荒立てたくないマイケルは我慢するように言う。その晩、マイケルは妻のケイと共に自宅の寝室で就寝中のところを、窓の外から激しい銃撃を受ける。
犯人の正体はわからないが、身近な者が関わっていること、またNYの件と関係があると見たマイケルは、本拠を義兄で組織の弁護士であるトム・ヘイゲンに任せ、マイアミにいるロスの邸宅に赴く。マイケルは父の代から続くファミリーとロスとの長年の協力関係を強調した上で、自分を襲撃させた犯人はフランクだと告げ、彼を粛清することで合意する。次にその足でNYのブルックリンに赴いたマイケルはフランクと会見し、事件の黒幕はロスだとわかっていると告げた上で、彼を油断させるためにロサト兄弟と会談して欲しいと依頼する。マイケルの希望に従い、フランクはロサト兄弟との会談場所に赴くが、兄弟に裏切られてガロットで首を絞められる。争いの音を聞いて現場に駆けつけた警察によってフランクは助かるが、自分はマイケルに裏切られたと捉える（ここで表向きはフランクの生死は不明となる）。
1958年末、マイケルはロスの誕生日パーティーが開かれるキューバのハバナへ向かい、多くの者たちと共にロスと会見する。その頃キューバではアメリカの支援を受けるバティスタ政権とカストロ率いる反政府ゲリラによる紛争が起きており、マフィア達は反政府ゲリラが勝ち、キューバ利権が失われることを危惧していた。遅れてマイケルの兄フレドがハバナへと到着し、マイケルはフレドに自分を殺そうとしているのはロスで、間もなく暗殺することを伝える。マイケルとロスは改めて会見し、マイケルはフランクを襲撃したのは誰か問い詰めるが、ロスは動じることもなく、逆に自身が目をかけていたモー・グリーンを殺し、その利権を奪い去ったマイケルを非難する。また、マイケルはフレドの失言によって、彼がロスの内通者だったと知り、激怒する。
マイケルは手下にロスとその側近ジョニー・オラの暗殺を命じ、オラは殺されたがロスは発作を起こして病院に運ばれ、辛くも暗殺の手を逃れる。また、マイケルはフレドに裏切りに気づいたことを告げる。さらに1959年の新年パーティーの最中、政府高官が反政府ゲリラが政府軍に勝利したことを出席者達に知らせ、一転して場はパニックに陥る。マイケルも他の多くの客と同様にハバナから離脱しようとするが、同行することを拒否したフレドは一人で逃走する。タホ湖の邸宅に戻ってきたマイケルはトムから報告を受け、ロスはキューバを脱してマイアミで静養中であること、フレドはおそらくNYに潜伏していることを伝える。さらにケイが流産したことを教えられ、マイケルはショックを受ける。
ロスの差し金により、連邦議会上院で組織犯罪に対する特別委員会が開かれることとなり、表向きは実業家となっているマイケルが告発される。委員会側ではマイケルに裏切られたと勘違いし、組織の内幕をよく知るフランクが告発の証人になろうとしていた。マイケルは公聴会にて五大ファミリー暗殺などの厳しい質疑を受け窮地に立たされるも、トムと相談し、弱みを握るギアリー上院議員の反対演説などで巻き返していく。そしてフランクが証言する当日、マイケルは彼の兄をシチリアから呼び寄せ、人質にしていることを暗黙に示し、土壇場でフランクは証言することを拒否する。
一方、マイケルはケイから子供を連れて出て行くと伝えられる。突然の出来事に驚き狼狽するマイケルに対し、ケイはもはや裏社会のドンとして非情な手段でのし上がるマイケルについていけなくなったこと、さらに流産の真相が堕胎であったことも明かす。激怒したマイケルはケイを殴りつけ、子供は渡さないと言い放つ。結局、マイケルは子供たちの親権は自分に残したままケイと離婚し、彼女を冷たく家から追い出す。
家族のために行動しているのに、次々と家族を失っていく事態にマイケルは母に、父はなぜ家族を守れたのかと問う。その母も間もなくして亡くなり、その葬儀には疎遠になっていた妹コニーやフレドも参席する。コニーと和解したマイケルは、彼女の願いでフレドの帰参も許す。そして互いに抱き合うが、マイケルはフレドの頬にキスをしながら、あらかじめ「母が生きているうちはフレドは無事だ」と言い含めていた腹心のアル・ネリに意味深長な目線を投げる（死の口づけ）。
窮地を脱したマイケルは、今回の出来事についてすべて精算することをトムに告げる。まずトムは、連邦政府に保護され刑務所で特別待遇を受けるフランクの面会に行き、残された家族を守るためには古代ローマの習慣にならって自殺することが最善だと仄めかす。その言に従いフランクは浴槽で手首を切り自殺する。次にイスラエルへの亡命を企てるも失敗しアメリカに戻ってきたロスは、空港にて記者に変装したロッコに射殺されるが、ロッコはその場で射殺される。最後に、アル・ネリと共にボートで湖に出ていたフレドは、釣りの前の祈りの最中に彼に射殺される。湖畔に響く銃声を聞くマイケルは、一人、1941年の父の誕生日に兄弟たちが集まった時のことを思い浮かべる。真珠湾攻撃によって日本との戦争が始まり、マイケルは兄弟に海兵隊に志願したことを打ち明け、長兄ソニーが反対する中、フレドだけはその選択を支持する。
外敵を排除して抗争に勝利するも、家族の大半を失ったマイケルが庭で虚ろな表情を浮かべるシーンで映画は終わる。

### ヴィトーのパート
1901年、イタリア王国・シチリア島コルレオーネ村。まだ9歳の少年ヴィトーは、父アントニオが地元マフィアのボスであるドン・チッチオに殺され、さらに報復としてチッチオの命を狙った兄パオロも返り討ちに遭い殺される。掟に従い今度はヴィトーの命が狙われるがチッチオの下に助命嘆願に向かった母が身代わりとなって死に、ヴィトーは村の者たちの手を借りて一人でアメリカへ向かう移民船に乗る。その後、ニューヨーク港で入国管理官に名前を尋ねられるも英語がわからないヴィトーは押し黙ってしまう。管理官はヴィトーが持っていた名札を誤読し、出身地名を名字に読み替え、ヴィトー・コルレオーネと名簿に登録する。
1917年。成長したヴィトーは結婚し、長男ソニーにも恵まれる。ヴィトーは友人ジェンコ・アッバンダンドの家が経営するリトルイタリーの個人食品雑貨店で堅実に働いていたが、地元で怖がられるギャングのファヌッチの横槍で職を奪われてしまう。家族を養わなければならないヴィトーは、隣人でこそ泥のピーター・クレメンザに誘われて裕福なアパートから赤い絨毯を盗み出す空き巣の手伝いを行い、これが生涯で最初の犯罪となる。
1919年、ヴィトーは次男フレドに恵れる中で、さらに仲間にテシオを加え、窃盗でそれなりに上手く金を稼ぎ、生活できるようになっていた。この成功を聞きつけたファヌッチが高額のみかじめ料を要求してくる。怒る仲間を制し、ヴィトーは自分に任せるように言う。リトルイタリーの祭りの日、ヴィトーはファヌッチに恭順する姿勢を見せて油断させ、その後自室に戻った彼を暗殺する。そのまま、家に帰ってきたヴィトーは生まれたばかりのマイケルを優しく抱き上げる。
地元住民達から鼻つまみ者のファヌッチをヴィトーが殺したことは公然の秘密となっており、ヴィトーは周りの者たちから尊敬を得るようになっていた。街の相談役として頼まれてトラブルの調停などを行うようになり、確かな交渉の腕を持つ上に、公正で弱者に優しいヴィトーはますます声望を高め、クレメンザやテシオも、ヴィトーを自分たちのドンと認める。また、旧友ジェンコと組んで、シチリアからのオリーブオイル輸入事業を行う「ジェンコ貿易会社」を立ち上げる（これは生涯にわたってヴィトーの表向きの商売・肩書きとなる）。なお、本編では描かれていないが、ヴィトーは長年の恩を返す形で、ジェンコ・アッバンダンドをコルレオーネ・ファミリーのコンシリアーリ(相談役)に据えている。
1925年、アメリカで成功を収めたヴィトーは家族を連れ、故郷のシチリア島コルレオーネ村へ帰省する。オリーブオイル事業のシチリア島での協力者でもあったドン・トマシーノと協力し、ヴィトーはドン・チッチオの邸宅を訪ねる。かつての少年とは知らず、単なるアメリカのイタリア系実業家との会見と認識する老いたチッチオであったが、ヴィトーは本名を名乗ると彼を斬殺し復讐を果たす。ヴィトーと家族達は、チッチオの手下に脚を撃たれたため車椅子に乗ったトマシーノらに見送られながらコルレオーネ村を離れてアメリカへ戻る。

## 登場人物

### 主人公

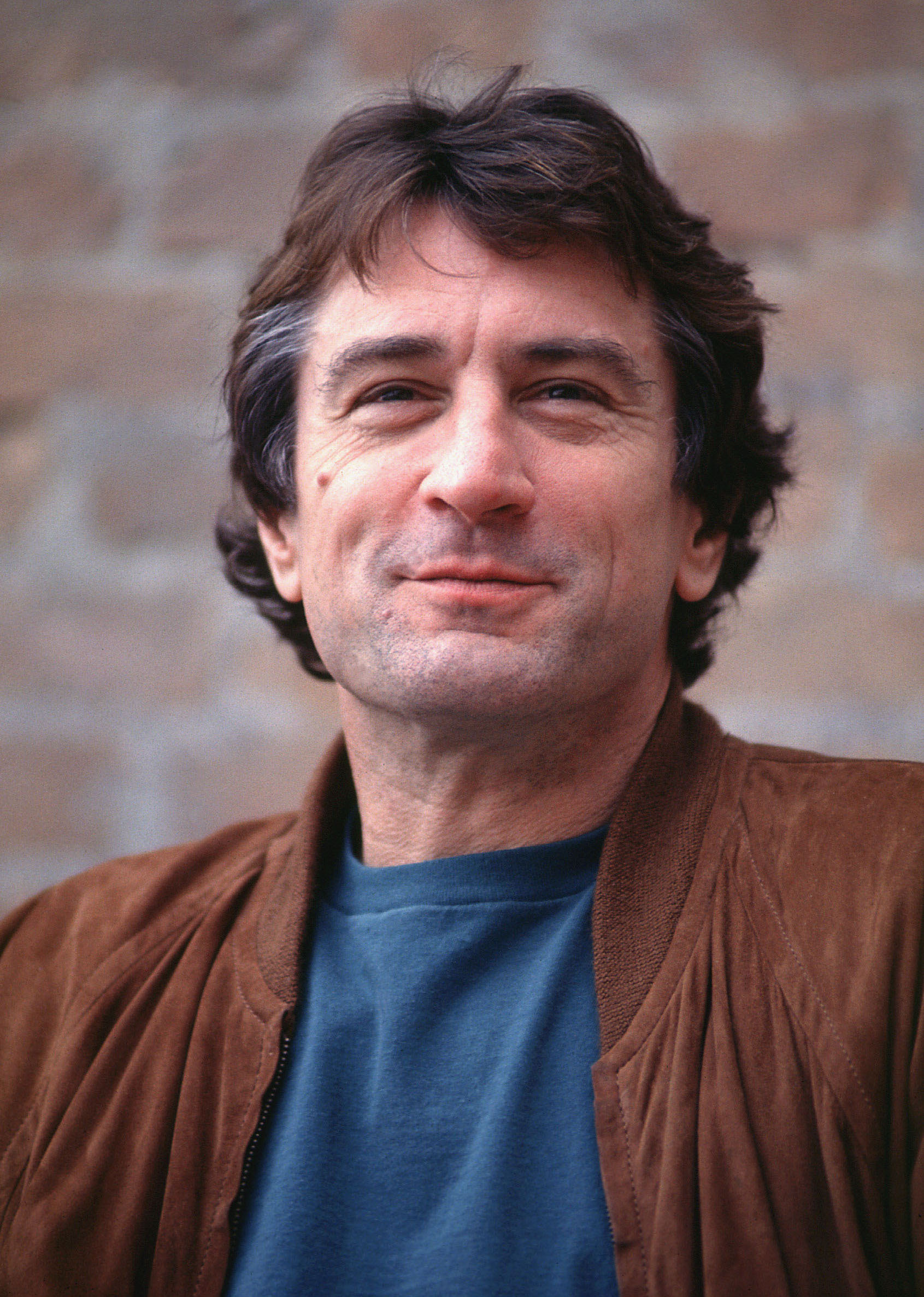
ロバート・デ・ニーロ（1990年）

ドン・ヴィトー・コルレオーネ
演 - ロバート・デ・ニーロ
9歳の時に両親と兄を地元のボスであるドン・チッチオに殺害され、命からがらニューヨークに逃亡してくる。当初はリトル・イタリーの食料品店で働く一介の店員であったが、地域の嫌われ者である恐喝屋のドン・ファヌッチを殺害して周囲の信頼を獲得する。貿易会社の経営に始まり、友であるクレメンザとテッシオと共にマフィアのボスとしてのし上がっていく。
マイケル・コルレオーネ
演 - アル・パチーノ
ヴィトーの三男でありコルレオーネファミリーのボス。ゴッドファーザー二代目となる。ユダヤ人のボスであり、父の盟友であったハイマン・ロスやフランク・ペンタンジェリと暗闘を繰り広げる。ファミリーを守るためには手段を選ばす、立ちはだかる敵を冷徹かつ徹底的に排除していくが、その過程で人間性を喪失し、冷酷な人物に変貌していく。

### コルレオーネ・ファミリー
フレド・コルレオーネ
演 - ジョン・カザール
ヴィトーの次男。心優しいが気が弱く、おおよそマフィアには向いていない。コルレオーネファミリーのアンダーボスではあるが、使い走りのような仕事ばかり任されているなど、実際の立場はかなり低い。有能である弟のマイケルに対して劣等感と嫉妬心を抱いており、妻であるディアナとの仲もうまくいっていない。ロスの部下であるジョニー・オーラの差し金で弟を無意識ながらも裏切ってしまい、ファミリーを窮地に陥れる。その後、マイケルに劣等感や孤独感の愚痴を吐き捨ててファミリーから勘当されたものの、母の死後に葬式に参列。そこで弟と和解したかに見えたが、最後はマイケルの真意を汲んでいたアル・ネリにタホ湖で粛清される。
トム・ヘイゲン
演 - ロバート・デュヴァル
コルレオーネファミリーの弁護士。ボスであり義兄弟のマイケルに命の危険が迫った際には家族と跡目を託される程信頼されている。ファミリーの強大化及び敵の排除に大きく貢献するが、冷酷な人間に変貌していくマイケルに困惑もしている。
ソニー・コルレオーネ
演 - ジェームズ・カーン
ヴィトーの長男。ラストの回想シーンに登場。父の意に反して海兵隊に志願したマイケルの決断を非難する。
カルロ・リッツィ
演 - ジャンニ・ルッソ
ラストの回想シーンに登場。ソニーの友人としてコニーに紹介される。
フランク・ペンタンジェリ
演 - マイケル・V・ガッツォ
クレメンザが持っていたニューヨークの縄張りを引き継いだコルレオーネファミリーの幹部。ロスの部下であるロサト兄弟と対立しており、マイケルにロサト兄弟の殺害を願い出るが、ロスとの間にトラブルを構えることを嫌ったマイケルは許可を出さず不満を募らせる。
ロスの策略でロサト兄弟に殺害されかけたことをマイケルの差し金と誤解し、FBIの保護下でコルレオーネファミリーに対して反旗を翻す。ファミリーの実態を上院の公聴会にて暴露しようとするが、シシリアからやってきた兄であるベンチェンゾの姿を見て供述調書の内容を否定する。その後は面会に訪れたトムから家族を守る代わりに自殺をするよう暗に促され、浴槽にて手首を切って自殺する。
ウィリー・チッチ
演 - ジョー・スピネル
元はクレメンザの部下であり、現在はフランクのボディガードを務めている。ロサト兄弟との抗争で負傷する。その後はコルレオーネファミリーを裏切り、上院の公聴会でファミリーの実態を暴露する。
ロッコ・ランポーネ
演 - トム・ロスキー
元はクレメンザの部下であり、現在はマイケルのボディガード兼殺し屋を務めている。マイアミの空港で記者を装ってロスを射殺するが、自らもFBIのエージェントに撃たれて死亡する。
アル・ネリ
演 - リチャード・ブライト
元警官であり、マイケル直属のボディガード兼殺し屋。フレドをタホ湖の船上で粛清する。
ミオ
演 - アメリゴ・トッド
マイケルが雇った黒づくめのボディガード兼殺し屋。ジョニー・オーラを絞殺し、病院に入院しているロスも暗殺しようとするが、そこへ駆け付けたキューバの軍人に射殺される。
ピーター・クレメンザ
演 - ブルーノ・カービー
ヴィトーの部下。若い頃はリトル・イタリーでこそ泥家業に手を染めており、ヴィトーに銃を預かるよう依頼する。
サルバトーレ・テッシオ
演 - エイブ・ヴィゴダ（若年期：ジョン・アプレア）
ヴィトーの部下。若い頃はクレメンザと共にこそ泥稼業に手を染めていた。ラストの回想シーンではヴィトーの誕生ケーキを持ってくる。

### コルレオーネ一族
ケイ・アダムス・コルレオーネ
演 - ダイアン・キートン
マイケルの妻。夫との間に長男のアンソニーと長女のメアリーをもうけるが、次第に冷酷なマフィアのボスに変貌していく夫についていけなくなり、遂には妊娠していた次男を中絶して離婚してしまう。
コニー・コルレオーネ
演 - タリア・シャイア
ヴィトーの長女でありマイケルの妹。夫であるカルロを殺害したマイケルを恨んでおり、当てつけるかのように育児を放棄し、兄の意に添わぬ結婚を繰り返すが、母の死後に葬式にてマイケルと和解してファミリーに戻り、フレドをも許すよう懇願する。
カルメラ・コルレオーネ
演 - モーガナ・キング（若年期：フランチェスカ・デ・サピオ）
ヴィトーの妻であり、ソニー、フレド、マイケル、コニーの母親。夫や子供の仕事には口を出さないが、若い頃は大家に追立てられそうな近所のコロンボ夫人を夫に紹介するなど内助の功を発揮する。
アンソニー・コルレオーネ
演 - ジェームス・ゴナリス
マイケルとケイの長男。伯父であるフレドとは釣り仲間であり、非常に仲が良い。
メアリー・コルレオーネ
演 - ソフィア・コッポラ
マイケルとケイの長女。
ディアナ・コルレオーネ
演 - マリアンナ・ヒル
フレドの妻。元女優であり奔放な性格で夫と家族を困らせている。タホ湖の襲撃犯の死体を見て錯乱する。

### コルレオーネ・ファミリーの敵対人物
ハイマン・ロス
演 - リー・ストラスバーグ（若年期：ジョン・メグナ）
本名はハイマン・スチャウスキー。マイアミを根拠地とするユダヤ人のボス。ヴィトーやモー・グリーンとはかつての仕事仲間であり、禁酒法時代に糖蜜をカナダへ輸送して財を築いた。バティスタ政権下でのキューバに巨大な権益を持っており、マイケルとの協力関係を築こうとするが、実は目をかけていたグリーンを殺害されたことを恨んでおり、様々な手段を用いてマイケルを窮地に陥れようとする。
最後はイスラエルなどへの亡命を拒否され、衆人環視の中ロッコにマイアミの空港で射殺される。若い頃は自動車の修理工を務めており、クレメンザがヴィトーに彼を引き合わせ、実在のマフィアであるアーノルド・ロススタインにちなんで名字を変えるシーンが存在する（本編では削除されている）。モデルは実在のマフィアであるマイヤー・ランスキー。
ジョニー・オーラ
演 - ドミニク・キアネーゼ
ロスの部下であるシチリア人。フレドを唆してマイケルの居所を入手し、タホ湖の邸宅での襲撃を行う。キューバでマイケルのボディガードであるミオに絞殺される。モデルは実在のマフィアであるヴィンセント・アロ。
ロサト兄弟
演 - ダニー・アイエロ、カーマイン・カリディ
ロスの部下であり、兄のトニーと弟のカーマインの２人組。ニューヨークの縄張りを巡ってフランクと対立しており、ロスの策略によりフランクの暗殺未遂事件を起こす。
パット・ギアリー
演 - G・D・スプラドリン
ネバダ州出身の上院議員。マイケルやマフィアを「アメリカ人のふりをする汚い商売をする奴」と軽蔑しており、賄賂として法外なカジノの許可料を吹っかけてくるが、フレドが管理する売春宿で女と遊んでいる最中になぜか意識を失い、目を醒ますと女はベッドに手を縛られて血まみれになっていた。この修羅場をトムにもみ消してもらったことで、その後はコルレオーネファミリーの傀儡と化す。
ドン・ファヌッチ
演 - ガストーネ・モスキン
リトル・イタリーを根城にする「ブラック・ハンド」と呼ばれる一匹狼の恐喝屋。横暴で皆に嫌われており、ヴィトーがジェンコの店で得た就職口を自分の甥のために奪い取り、窃盗で得た金までゆすり取ろうとする。聖ジェンナーロの祭の日に、自室へ戻ったところをヴィトーに射殺される。
ドン・チッチオ
演 - ジュゼッペ・シラート
シシリアのコルレオーネ村を支配しているボス。ヴィトーの両親と兄を殺害する。後年、オリーブの輸入業者としてシシリアに凱旋したヴィトーに報復として斬殺される。

### その他の人物
ジェンコ・アッバンダンド
演 - フランク・シベロ
ヴィトーが務めていた食料品店の同僚であり親友。ヴィトーがファミリーのボスとなった際には相談役（コンシリエーリ）に就任する。
ドン・トマシーノ
演 - マリオ・コトーネ
コルレオーネ村に住むヴィトーの古い友人であり顔役。ドン・チッチオに対するヴィトーの報復にも協力するが、その際にチッチオの部下に脚を撃たれてしまう。ヴィトーがシシリアを離れる際には車椅子に座っている。
コロンボ夫人
演 - サベリア・マゾーラ
アパートの大家であるロベルトに追い出されそうになり、友人であるカルメラを通じてヴィトーに問題の解決を依頼する。
ロベルト
演 - レオポルド・トリエステ
コロンボ夫人が住んでいる安アパートの大家。飼い犬によるトラブルを起こした彼女をアパートから追い立てようとする。ヴィトーからの依頼にも最初は全く耳を貸そうとしなかったが、ヴィトーが何者かを知ってからは平身低頭で謝罪に訪れる。
マール・ジョンソン
演 - トロイ・ドナヒュー
コニーの3番目の夫。アンソニーの聖体祭パーティーの際に家族に紹介されるが、稼ぎも礼節もなくマイケルやカルメラには全く信用されていない。

## キャスト一覧 / 日本語吹き替え
| 役名                                     | 俳優                             | 日本語吹き替え                                                              | 日本語吹き替え | 日本語吹き替え         |
| 役名                                     | 俳優                             | 日本テレビ版                                                                | DVD版          | リストア版             |
| ---------------------------------------- | -------------------------------- | --------------------------------------------------------------------------- | -------------- | ---------------------- |
| ドン・マイケル・コルレオーネ             | アル・パチーノ                   | 野沢那智                                                                    | 山路和弘       | 森川智之               |
| トム・ヘイゲン                           | ロバート・デュヴァル             | 森川公也                                                                    | 田原アルノ     | 田原アルノ             |
| ケイ・アダムス・コルレオーネ             | ダイアン・キートン               | 鈴木弘子                                                                    | 山像かおり     | 山像かおり             |
| ヴィトー・コルレオーネ（若年期）         | ロバート・デ・ニーロ             | 青野武                                                                      | 山野井仁       | 山野井仁               |
| フレド・コルレオーネ                     | ジョン・カザール                 | 大塚国夫                                                                    | 牛山茂         | 牛山茂                 |
| コニー・コルレオーネ                     | タリア・シャイア                 | 小谷野美智子                                                                | 渡辺美佐       | 斎藤恵理               |
| ハイマン・ロス                           | リー・ストラスバーグ             | 宮内幸平                                                                    | 大木民夫       | 稲垣隆史               |
| フランキー・ペンタンジェリ               | マイケル・V・ガッツォ            | 雨森雅司                                                                    | 藤本譲         | 藤本譲                 |
| パット・ギアリー上院議員                 | G・D・スプラドリン               | 内田稔                                                                      | 佐々木敏       | 水野龍司               |
| カルメラ・コルレオーネ                   | モーガナ・キング                 | 沼波輝枝                                                                    | 竹口安芸子     | 新田万紀子             |
| カルメラ・コルレオーネ（若年期）         | フランチェスカ・デ・サピオ       | 高島雅羅                                                                    | 斎藤恵理       | 杉本ゆう               |
| ディアナ・コルレオーネ                   | マリアンナ・ヒル                 | 弥永和子                                                                    | 金野恵子       | 金野恵子               |
| ソニー・コルレオーネ                     | ジェームズ・カーン               | 穂積隆信                                                                    | 谷口節         | 谷口節                 |
| ジェンコ・アッバンダンド                 | フランク・シベロ                 | 石丸博也                                                                    | 仲野裕         | 仲野裕                 |
| ピーター・クレメンザ（若年期）           | ブルーノ・カービー               | 秋元羊介                                                                    | 岩崎ひろし     | 岩崎ひろし             |
| サルバトーレ・"サル"・テッシオ           | エイブ・ヴィゴダ                 | 上田敏也                                                                    | 水野龍司       | 水野龍司               |
| サルバトーレ・"サル"・テッシオ（若年期） | ジョン・アプレア                 | 笹岡繁蔵                                                                    | 内田直哉       | 桐本琢也               |
| ドン・ファヌッチ                         | ガストーネ・モスキン             | 大宮悌二                                                                    | 稲葉実         | 稲葉実                 |
| ドン・チッチオ                           | ジュゼッペ・シラート             | 兼本新吾                                                                    | 長島雄一       | 宝亀克寿               |
| ジョニー・オーラ                         | ドミニク・キアネーゼ             | 大久保正信                                                                  | 石井隆夫       | 石井隆夫               |
| アル・ネリ                               | リチャード・ブライト             | 木原正二郎                                                                  | 西村知道       | 宝亀克寿               |
| ロッコ・ランポーネ                       | トム・ロスキー                   | 亀井三郎                                                                    | 辻親八         | 木村雅史               |
| カルロ・リッジ                           | ジャンニ・ルッソ                 |                                                                             | 内田直哉       | 桐本琢也               |
| マール・ジョンソン                       | トロイ・ドナヒュー               | 幹本雄之                                                                    | 仲野裕         | 内田直哉               |
| コロンボ夫人                             | サヴェリア・マッツォーラ         | 高村章子                                                                    |                |                        |
| キューバ大統領                           | ティト・アルバ                   | 大木民夫                                                                    | 大川透         | 稲葉実                 |
| ウィリー・チッチ                         | ジョー・スピネル                 | 宮村義人                                                                    | 宝亀克寿       | 髙階俊嗣               |
| カーメロ神父                             | ジョセフ・メデリア               | 平林尚三                                                                    |                |                        |
| フランキー夫人                           | エルダ・メイダ                   | 片岡富枝                                                                    |                |                        |
| マルシア・ロス                           | フェイ・スペイン                 | 浅井淑子                                                                    | 定岡小百合     | 定岡小百合             |
| ドン・トマシーノ                         | マリオ・コトーネ                 | 筈見純                                                                      |                |                        |
| アンソニー・コルレオーネ                 | ジェームス・ゴナリス             | 松田洋治                                                                    | 亀井芳子       |                        |
| ソニーの娘                               | ジャンヌ・サヴァリーノ・ペッシュ |                                                                             | 三浦智子       | 寺門真希               |
| アッバンダンド氏                         | ピーター・ラコート               |                                                                             | 辻親八         |                        |
| ロベルト・パリーニ                       | レオポルド・トリエステ           | 藤本譲                                                                      | 辻親八         | 内田直哉               |
| クエスタッド議員                         | ピーター・ドゥナット             | 仁内建之                                                                    | 谷口節         | 谷口節                 |
| FBIの男(1)                               | ハリー・ディーン・スタントン     |                                                                             | 仲野裕         | 内田直哉               |
| FBIの男(2)                               | ジェームス・マードック           |                                                                             | 内田直哉       | 仲野裕                 |
| ヴィトーの母                             | マリア・カータ                   |                                                                             | 定岡小百合     | 定岡小百合             |
| 冒頭ナレーション                         | -                                | 大木民夫                                                                    | 西村知道       |                        |
| 不明 その他                              | -                                | 荘司美代子 嶋俊介 水鳥鉄夫 田原アルノ 国坂伸 村松康雄 田中幸四郎 田中美由喜 |                | 田代有紀 吉田孝 北沢力 |
| 日本語版スタッフ                         |                                  |                                                                             |                |                        |
| 演出                                     |                                  | 小林守夫                                                                    | 伊達康将       | 伊達康将               |
| 翻訳                                     |                                  | 飯嶋永昭                                                                    | 佐藤一公       | 佐藤一公 小寺陽子      |
| 効果                                     |                                  | 赤塚不二夫 重秀彦                                                           |                |                        |
| 調整                                     |                                  | 前田仁信                                                                    |                | オムニバス・ジャパン   |
| 制作                                     |                                  | 東北新社                                                                    | 東北新社       | 東北新社               |

- 日本テレビ版：初回放送1980年11月5日、12日『水曜ロードショー』21:02-22:54 ※正味177分。『ゴッドファーザー トリロジー 50thアニバーサリー4KUltraHD+ブルーレイセット』に同梱のBlu-rayディスクに収録。放送でカットされたシーンは原音・日本語字幕になる。
- DVD版：2001年の『ゴッドファーザーDVDコレクション』以降全てのソフトに収録。
- リストア版：2008年発売のコッポラ・リストレーションDVD-BOXおよび全てのブルーレイ・4KUltraHDに収録。

## 製作

### 脚本

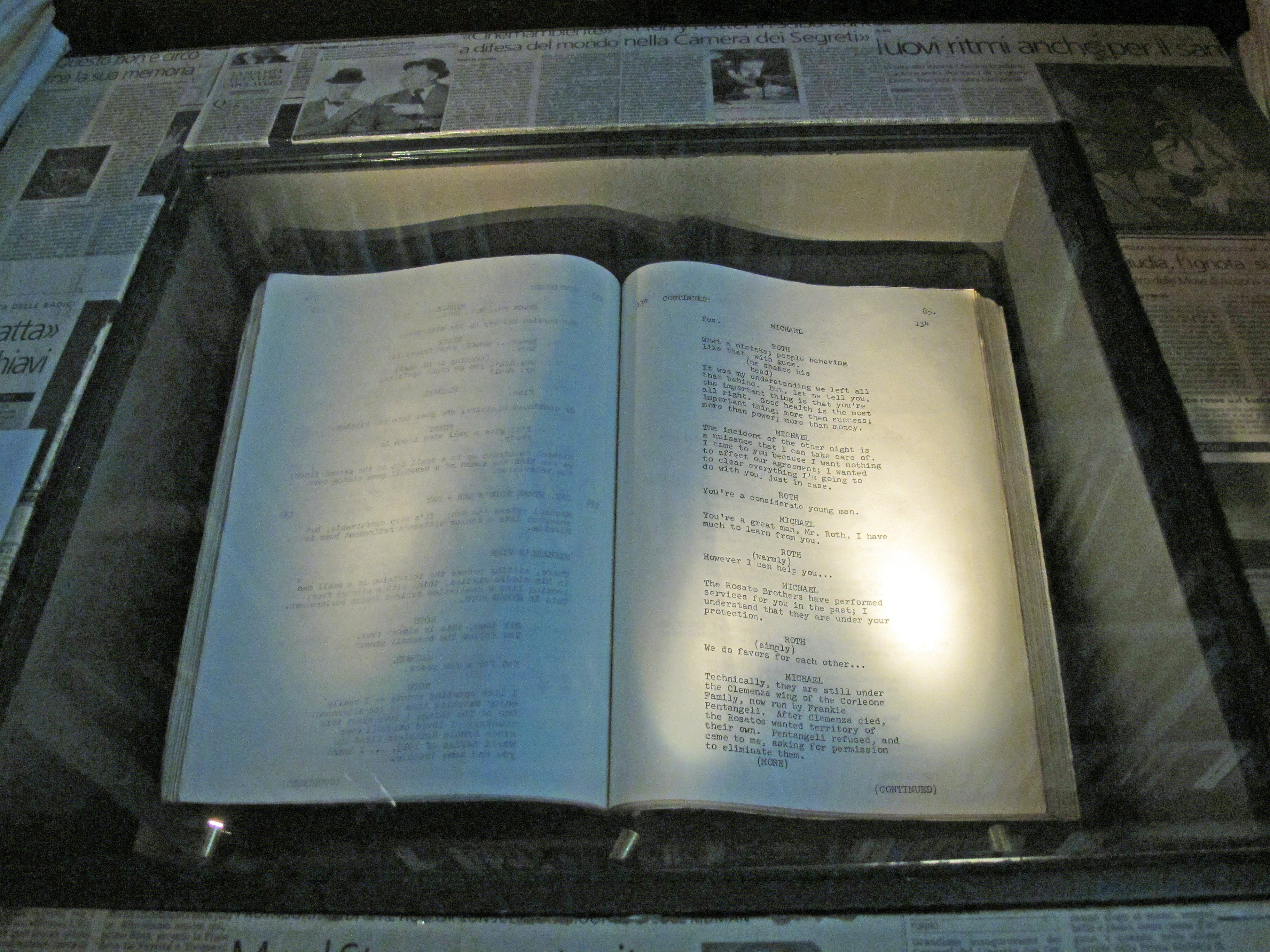
国立映画博物館に保管されている本作の脚本

パラマウント映画は『ゴッドファーザー』が公開される数か月前から続編の製作を検討していた。1971年8月、ちょうどコッポラがシチリア島のロケを終えた頃、続編の脚本執筆にゴーサインが出され、パラマウントはマリオ・プーゾと契約を交わした。コッポラは『ゴッドファーザー』公開から1か月後の1972年4月、続編の監督には興味がないと表明し、関係者を驚かせた。パラマウントはコッポラに対し製作に関するほぼ全面的な決定権、事実上無制限の予算などを約束し、彼を説き伏せた。コッポラは監督兼プロデューサーとして契約書にサインをし、前回同様、プーゾと脚本を共同執筆した。
初期の原稿には、トム・ヘイゲンがソニー・コルレオーネの未亡人と関係を持ち、コルレオーネ・ファミリーに摩擦を生じさせるという案もあった。この部分はすぐに廃案になったが、コッポラは似たエピソードを、続編である『ゴッドファーザー PART III』に採用した。

### キャスティング
青年時代のヴィトーを演じたロバート・デ・ニーロは当時無名だったが、前作でソニー役のオーディションを受けていた。役のイメージとは合わずに最終的に起用されなかったものの、コッポラはデ・ニーロの存在感や演技力を心に留めていた。その後マーティン・スコセッシ監督の『ミーン・ストリート』のデ・ニーロを見て、コッポラは彼こそヴィトーの青年期を演じるのにふさわしい俳優だと確信し、デ・ニーロを抜擢した。その判断通り、デ・ニーロは絶賛され、アカデミー助演男優賞を受賞、ほとんど英語を話さずにオスカーを獲得した珍しい例となった。なお、前作で晩年のヴィトーを演じたマーロン・ブランドもまた主演男優賞を受賞しており（ただし後に映画とは別の理由で受賞を拒否）、ヴィトー・コルレオーネはオスカーを2度獲得した史上初のキャラクターとなった。
当初コッポラは、前作でヴィトーを演じたマーロン・ブランドならどんな年齢の役でも演じられると思い、青年時代のヴィトー役をブランドにオファーした。しかしブランドは前作でのパラマウント映画が出したオファーに不満があったので、巨額のギャラを要求した。コッポラはせめてラストの誕生日の回想シーンだけでもブランドを起用したがったが、ブランドは撮影に現れなかった。止む無くこのシーンでヴィトーは映らず、代役なしで撮影することになったが、それが却って今は亡きドンの偉大さ、そして回想するマイケルの孤独を強調させることになった。
ヴィトーの母親役は、イタリア人でフォークミュージックのシンガーソングライターであるマリア・カルタが演じた。少年時代のヴィトー役も、同じく演技経験のない11歳のオレステ・バルディーニが演じた。
マイケルのボディーガード役はハンガリー出身の彫刻家、アメリゴ・トットが演じた。
公聴会でウィリー・チッチ、マイケル・コルレオーネ、フランク・ペンタンジェリを尋問する委員の中には、映画プロデューサーのロジャー・コーマンやフィル・フェルドマン、SF作家のリチャード・マシスンの姿がある。
終盤、マイケル達の母親カルメラ・コルレオーネが亡くなり棺桶に入っているシーンでは、それまで演じていたモーガナ・キングではなく、コッポラ及びタリア・シャイアの母親が演じた。モーガナ・キングは、シチリア人にとって死後以外に棺桶に入ることは縁起が悪いこととされているので、拒否したという。
前作でソニーを演じたジェームズ・カーンはソニー役で誕生日の回想シーンのみに出演することに同意したが、その条件とは、前作と同額のギャラを受け取るというものであった。
ブルーノ・カービー（クレジットでは「B・カービー・Jr.」）は若い頃のクレメンザを演じたが、前作で年老いたクレメンザを演じたのはリチャード・S・カステラーノだった。テレビシリーズの『The Super』では、カービーはカステラーノと親子を演じている。カービーは他にも「ドン・サヴァティーニ」（90年）で、マーロン・ブランド演じるヴィトー・コルレオーネを彷彿させるマフィアのドンの甥を演じた。当初、現在のクレメンザも出演する構想であったがカステラーノが台詞をすべて妻に書かせることを要求したために出演を断念し、死んだ設定となった。

### 撮影
映画は1973年10月1日から1974年6月19日の間に撮影された。本作では予算が潤沢であったこともあり、1918年のシーンを撮るためニューヨーク市内東6番街の1ブロックがまるごと当時の街並みに改築され撮影が行われた。
なお、『ゴッドファーザー』と本作との間に、コッポラは『カンバセーション…盗聴…』を監督している（撮影期間は1972年11月26日から1973年3月まで）。

## 解説

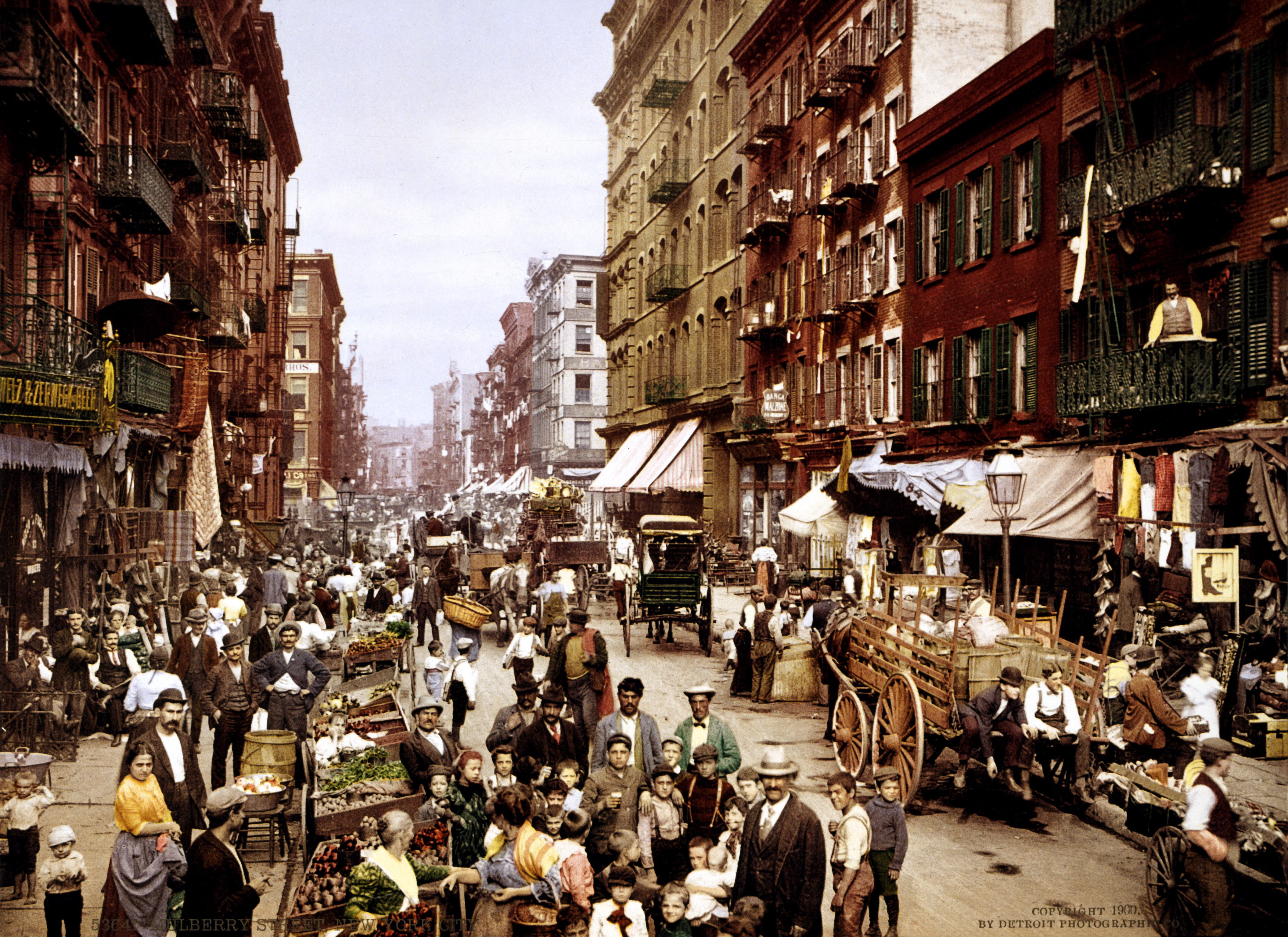
1900年頃のリトル・イタリーの中心、マルベリー・ストリート

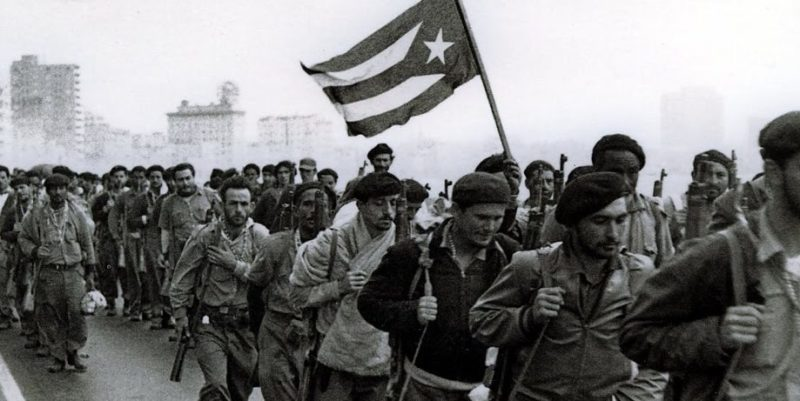
キューバ革命

根本的なテーマは第1作に忠実であるが、本作では、父ヴィトーを取り巻く旧世界的価値観と息子マイケルを取り巻く新世界的価値観を明確に対比させ、前者の栄光と後者の悲劇の模様を「時代の変化」に焦点を当てながら残酷な形で浮き彫りにしている。
ヴィトーのパートでは、マフィアのドン・ヴィトー誕生の経緯を描くことで、アメリカン・ドリームを追求するために合法的な活動と非合法な活動を分けることが可能かどうかについて疑問を投げかけている。ヴィトーは、旧世界の掟から逃れるために新世界に降り立ったが、結局彼ら移民はアメリカの主流に完全には受け入れられず、その周縁である旧世界地域リトル・イタリーで、合法的なビジネスチャンスを得られずに生き残ることを余儀なくされる。さらに、故郷のコルレオーネ村と同様再び独裁的な権力者に生活の道を絶たれ、それによって犯罪に誘惑され、家族や同胞を守るべくそのダークサイドに引き込まれていく様子が描かれる。禁酒法時代は、政府により合法と非合法が恣意的に決定された時代である。彼らマフィアの貿易活動は、旧世界の技術と経験を新世界に持ち込み、大衆が望むものを与えているのであり、彼らの活動が犯罪であるとすれば、それは政府が違法と宣言したからにほかならなかった。事務所にオリーブオイル輸入商「GENCO」（ジェンコ）の看板が掲げられるのをヴィトーが見つめる場面は、まさにアメリカン・ドリーム、起業家が誇らしげに自分の店を開いて商売を始める瞬間の光景であった。
マイケルのパートでは、過激な資本主義が前作以上に公権力や政界にまで深く及び、腐敗していることを描いている。企業国家アメリカの肥大化、すなわち過激な資本主義社会の地理的拡大のピークとしてキューバが取り上げられ、その結末としての「キューバ革命」を描くことで、三部作共通のテーマである反資本主義を明示している。父ヴィトーの期待や妻ケイの願いに応えるため、そして家族を守り繁栄させるために、組織の合法化とその正当化に努めるマイケルであったが、結局合法化への道は資本主義への傾倒にしか見出せず、その達成のために残虐非道な罪を重ね、そして家族を失っていくという深いジレンマに陥っていく。独立志向の強い典型的なアメリカ人女性であるケイは、前作ではマイケルへの愛を根拠に旧世界的な家父長制に従うことに努力していたが、本作では、女性としての権利を主張するための最も過激な手段である「男児の堕胎」を通じて、フレドの裏切りやコニーの反発とともに、マイケルを家長とする家父長制の崩壊が示された。トム・ヘイゲンとフランク・ペンタンジェリの間で交わされた「ローマ帝国の滅亡」の話もまた、古代ローマの家父長制「ファミリア」の崩壊と比喩的に結び付けられている。ラストの過去を回想するシーケンスでは、マイケルの個人主義とブルジョワ的価値観の直接的な結びつきを示しており、”普通”のアメリカ人になりたいというマイケルの切実な願望を描いている。

## 評価

### 批評家
本作に対する当初の批評家たちの評価は分かれており、作品を否定する者もいれば、前作より優れているとする者もいた。撮影と演技はすぐに称賛されたが、批判の多くはテンポが悪すぎて複雑であるというものであった。
『ニューヨーク・タイムズ』のヴィンセント・キャンビーは、この映画を「余ったパーツで縫い合わせている。それは話す。しかし、それ自体には心がない......。筋書きはどんな合理的なあらすじも無視する」と評価した。『ニューリパブリック』のスタンリー・カウフマンは、この物語の特徴は「ギャップと歪み」だと非難した。
ロジャー・イーバートは、4点満点中3点をつけ、フラッシュバックは「コッポラにペースと物語の力を維持する上で最大の困難を与える」と書く。また、「マイケルの物語は、時系列で語られ、他の素材がなければ、実に実質的なインパクトを持つはずだが、コッポラは緊張感を壊すことによって、私たちの完全な関与を妨げている」と述べている 。パチーノの演技を賞賛し、コッポラを「ムード、雰囲気、時代の達人」と称えながらも、イーバートはその物語の時系列的なシフトを「この映画が決して回復しない構造的弱点」とみなした 。ジーン・シスケルは、この映画を4点中3点半として、「ある時はオリジナルと同じくらい美しく、悲惨で、刺激的である。実際、『ゴッドファーザー PART II』は、これまで作られたギャング映画の中で2番目に優れた作品かもしれない。しかし、それは同じではない。続編は決して同じにはなり得ない。2回目の葬式に行かざるを得ないようなもので、涙が簡単に流れないんだ」と書いた。
しかし、この映画はすぐに批評家たちの再評価の対象となり、現在では、単独で見ても、前作と合わせて一つの作品として見ても、世界映画における最高傑作の一つとして広く認識されている。多くの批評家が非常に高い評価を与えており、Rotten Tomatoesでは、123のレビューに基づき96%の支持率を得、平均評価は9.7/10である。同サイトの批評家コンセンサスは、「アル・パチーノとロバート・デ・ニーロの力強い演技に支えられ、フランシス・フォード・コッポラがマリオ・プーゾのマフィア小説の続編として、続編の新しい基準を打ち立てたが、それは未だに肩を並べられることも破られることもない」とする。加重平均を用いるMetacriticは、18人の批評家に基づき100点満点中90点を与え、「普遍的な賞賛」を示している。
黒澤明は、「あのコッポラはなんて監督なんだ! 彼のゴッドファーザーシリーズの第1部は完璧だと思っていたが、第2部でそれを超えて驚いた」（野上照代の証言）と述べ、自身のお気に入りの映画リスト100本に本作を含めた。前述のイーバートは、2回目のレビューで満点の4つ星を与え、この作品を自身の「偉大な映画」セクションに登録し、元のレビューを「一言も変えるつもりはない」としながらも、この作品を「心をつかむ脚本、自信と芸術性のある監督、ゴードン・ウィリスによる豊かで暖かい色調の映像」と賞賛している。マイケル・スラゴーは、アメリカ国立フィルム登録簿のウェブサイトに掲載された2002年のエッセイで、「『ゴッドファーザー』と『ゴッドファーザー PART II』は、アメリカの家族の道徳的敗北を描いているが、巨大で先駆的な芸術作品として、国家の創造的勝利であり続ける」という結論を出している。『ガーディアン』のピーター・ブラッドショーは、2014年の本作のレビューで、「フランシス・コッポラの息を呑むような野心的な前日譚と、彼の最初のゴッドファーザー映画の続編は、これまでと同様に心を掴まれる。1作目よりもさらに良くなっており、ハリウッド史上最も素晴らしい単一のラストシーンがあり、まさにcoup de cinémaである」とした。

### 栄誉
映画の物語は撮影前にプーゾとコッポラが新しく考え出したものであったが、アカデミー賞では脚本賞ではなく、前作と連続して脚色賞を獲得した。マイケルの物語は映画の為に書き下ろされたものであったが、ヴィトーの物語はプーゾの小説から採られたものだったためである。音楽担当のニーノ・ロータは、前作では過去作からの流用を指摘されアカデミー作曲賞のノミネートが取り消されたが、本作では前作のスコアが含まれているにもかかわらず、追加音楽を作曲したカーマイン・コッポラとともに作曲賞を受賞することができた。また、前作ではノミネートすら叶わなかったアカデミー美術賞も獲得した。マイケル・コルレオーネ役を演じたアル・パチーノは、前作に引き続いてアカデミー賞にノミネートされたが、本作でも受賞は叶わなかった（ただし、英国アカデミー賞では主演男優賞を獲得することができた）。
なお、コッポラが『ゴッドファーザー』と本作の間に製作した『カンバセーション…盗聴…』は、本作と同年の1974年に劇場公開され、こちらもアカデミー作品賞の候補作になった。そのためコッポラは、同じ年に2つの監督作品で作品賞にノミネートされた史上2人目の監督（1人目はアルフレッド・ヒッチコック監督）となった。

### 主な受賞歴
| 賞                      | 部門                                          | 候補者                                                                 | 結果       |
| ----------------------- | --------------------------------------------- | ---------------------------------------------------------------------- | ---------- |
| アカデミー賞            | 作品賞                                        | フランシス・フォード・コッポラ グレイ・フレデリクソン フレッド・ルース | 受賞       |
| アカデミー賞            | 主演男優賞                                    | アル・パチーノ                                                         | ノミネート |
| アカデミー賞            | 助演男優賞                                    | ロバート・デ・ニーロ                                                   | 受賞       |
| アカデミー賞            | 助演男優賞                                    | マイケル・V・ガッツォ                                                  | ノミネート |
| アカデミー賞            | 助演男優賞                                    | リー・ストラスバーグ                                                   | ノミネート |
| アカデミー賞            | 助演女優賞                                    | タリア・シャイア                                                       | ノミネート |
| アカデミー賞            | 監督賞                                        | フランシス・フォード・コッポラ                                         | 受賞       |
| アカデミー賞            | 脚色賞                                        | フランシス・フォード・コッポラ マリオ・プーゾ                          | 受賞       |
| アカデミー賞            | 作曲賞                                        | ニーノ・ロータ カーマイン・コッポラ                                    | 受賞       |
| アカデミー賞            | 美術賞                                        | ディーン・タヴォウラリス アンジェロ・グラハム ジョージ・R・ネルソン    | 受賞       |
| アカデミー賞            | 衣裳デザイン賞                                | テオドラ・ヴァン・ランクル                                             | ノミネート |
| 英国アカデミー賞        | 主演男優賞                                    | アル・パチーノ                                                         | 受賞       |
| 英国アカデミー賞        | アンソニー・アスキス賞                        | ニーノ・ロータ                                                         | ノミネート |
| 英国アカデミー賞        | 編集賞                                        | ピーター・ツィンナー バリー・マルキン リチャード・マークス             | ノミネート |
| 英国アカデミー賞        | 新人賞                                        | ロバート・デ・ニーロ                                                   | ノミネート |
| ゴールデングローブ賞    |                                               |                                                                        |            |
| 作品賞 (ドラマ部門)     |                                               | ノミネート                                                             |            |
| 監督賞                  | フランシス・フォード・コッポラ                | ノミネート                                                             |            |
| 主演男優賞 (ドラマ部門) | アル・パチーノ                                | ノミネート                                                             |            |
| 脚本賞                  | フランシス・フォード・コッポラ マリオ・プーゾ | ノミネート                                                             |            |
| 作曲賞                  | ニーノ・ロータ                                | ノミネート                                                             |            |
| 新人男優賞              | リー・ストラスバーグ                          | ノミネート                                                             |            |
| 全米映画批評家協会賞    | 監督賞                                        | フランシス・フォード・コッポラ                                         | 受賞       |
| 全米監督協会賞          | 長編映画監督賞                                | フランシス・フォード・コッポラ                                         | 受賞       |
| 全米脚本家組合賞        | 脚色賞                                        | フランシス・フォード・コッポラ マリオ・プーゾ                          | 受賞       |

### ランキング
ここでは、本作が上位10位以内に挙げられたランキングを掲載する（太字でないものは前作『ゴッドファーザー』を含めた上での順位）。
- 「映画史上最高の作品ベストテン」（英国映画協会『サイト&サウンド（英語版）』誌発表）※10年毎に選出
  - 1992年：「映画監督が選ぶベストテン」第9位
  - 2002年：「映画批評家が選ぶベストテン」第4位
  - 2002年：「映画監督が選ぶベストテン」第2位
- 1998年：「50 GREATEST MOVIES (on TV and VIDEO)」（米『TVガイド』誌発表）第1位
- 1999年：「100 GREATEST MOVIES OF ALL TIME」（米『エンターテインメント・ウィークリー』誌発表）第7位
- 2006年：「史上もっとも優れた映画脚本ベスト101」（全米脚本家組合発表）第10位
- 2009年：『The 150 Greatest Film Performances』（英『トータルフィルム（英語版）』誌発表）第4位 - アル・パチーノ
- 2015年：「史上最高のアメリカ映画100本」（英BBC発表）第10位

## 後世への影響
2001年に発売されたDVDの監督解説の中で、監督であるフランシス・フォード・コッポラは、作品のタイトルに「Part II」を使用した大作映画はこの作品が初めてだと述べている。パラマウント映画は当初、映画の名前を『ゴッドファーザー PART II』にしようというコッポラの案に反対していた。コッポラによれば、映画スタジオはそのような題の映画は観客に避けられるだろうと思って反対したと言う。既に前作の『ゴッドファーザー』を見た観客は、原作にはもうほとんど追加するものがないと感じるだろうというのがその理由である。本作品の成功により、続編にナンバーをつけるのはハリウッドの伝統となった。
ヴィトー・コルレオーネがドン・ファヌッチと交渉するシーンは、ジョージ・ルーカス監督の『スター・ウォーズ エピソード4/新たなる希望』で、ハン・ソロがジャバ・ザ・ハットと金額交渉する場面に再現されている。このシーンは劇場版ではカットされたが、DVDには収録されている。
ロバート・デ・ニーロは、本作が転機となり映画スターへの道を歩むことになった。なお、デ・ニーロと、同じく本シリーズで映画スターとなったアル・パチーノの2人が映画で再び共演したのは、この作品より20年以上後の1995年に公開された、マイケル・マン監督作品の『ヒート』である。